# Malcus auriculatus
Malcus auriculatus är en insektsart som beskrevs av Stys 1967. Malcus auriculatus ingår i släktet Malcus och familjen Malcidae. Inga underarter finns listade i Catalogue of Life.